# Anungitea brevicatenata
Anungitea brevicatenata är en svampart som beskrevs av R.F. Castañeda, W.B. Kendr. & Guarro 1997. Anungitea brevicatenata ingår i släktet Anungitea och familjen Venturiaceae.   Inga underarter finns listade i Catalogue of Life.